# Phase B superhydratée
Ne doit pas être confondu avec Phase B ou Phase B anhydre.
La phase B superhydratée (Shy-B, pour l'anglais superhydrous phase B) est un silicate de magnésium  hydraté, de formule Mg10Si3O14(OH,F)4. On l'appelle ainsi par référence à la phase B, de formule Mg12Si4O19(OH)2.